# 离子晶体
离晶体指的是内部的离子由离子键互相结合的固态物质。

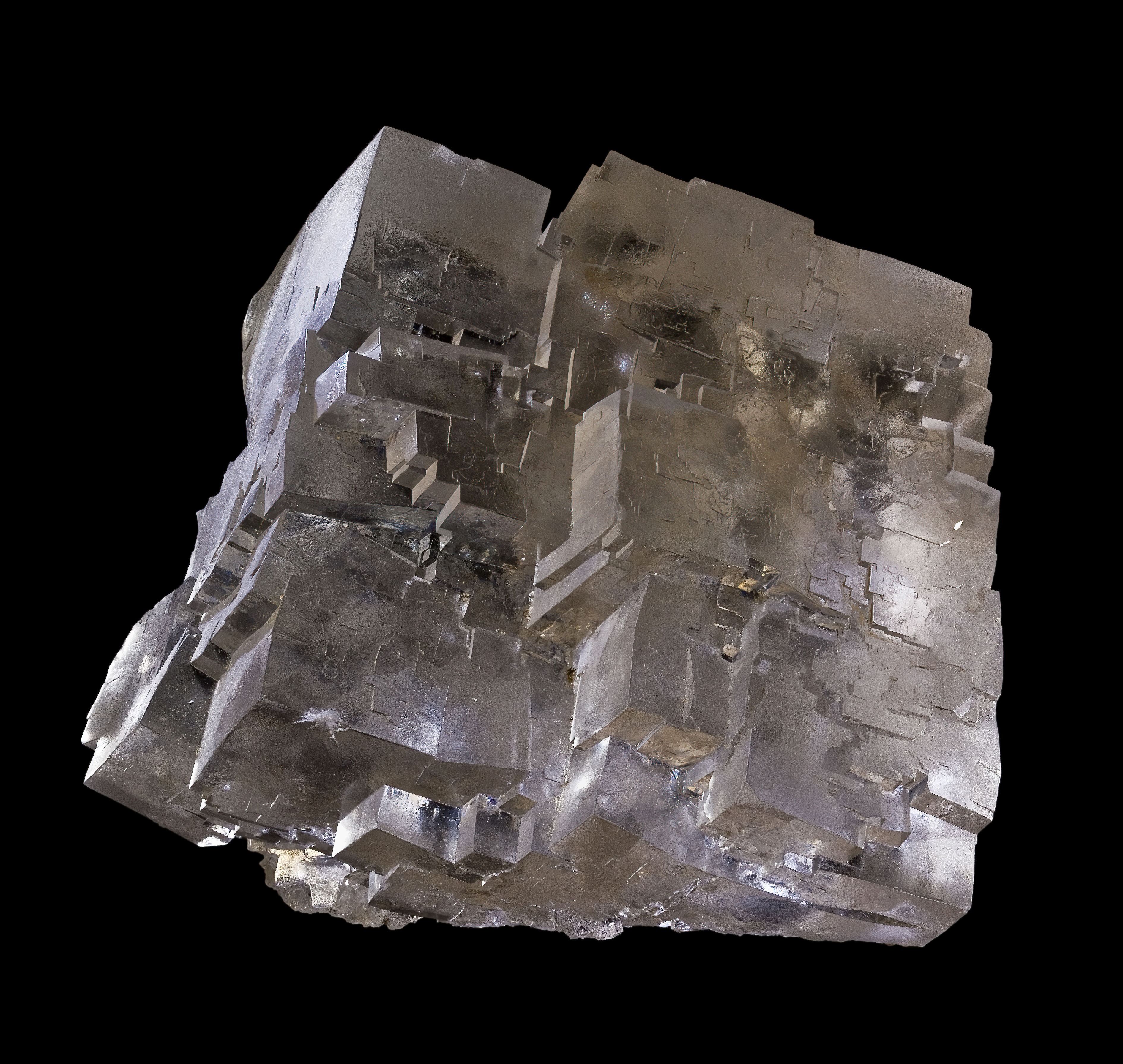
如图所示，这是一个有规则形状的氯化钠（NaCl）离子晶体

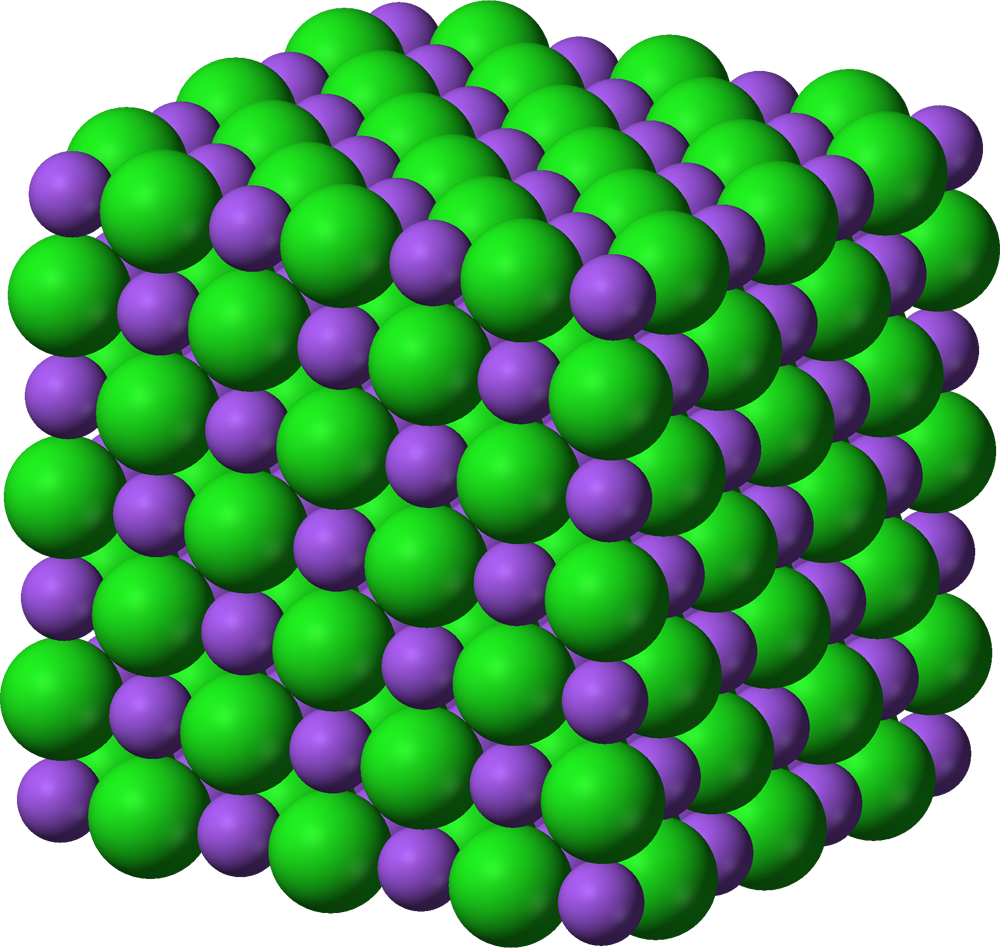
如图所示，这是一个电脑制作的NaCl空间构型，画面中的球的体积表示了两种离子半径的相对大小

## 构成
离子晶体中含有电荷量相等的阴离子和阳离子，并且这两种离子交替排列，整齐有规律，往往呈现出规则的几何外形。比如：NaCl晶体呈现出立方体的空间构型，每个Na+周围有上下前后左右共6个最近的等距离的Cl−；每个Cl−周围有上下前后左右共6个最近的等距离的Na+；每个Na+周围有12个Na+；每个Cl−周围有12个Cl−。离子晶体中，離子與離子間不存在共價鍵（非分子化合物），所以，对于如氯化钠之类的离子晶体是不存在诸如“氯化钠分子”这个概念的。

## 计数
离子晶体的计量应区别于其他晶体。根据晶體中陰、陽離子的数目比，用實驗式（注意不是分子式）表示该物质的组成。在一个氯化钠晶體中：
以下图中的晶體为例：
晶體的八个顶点顶点各有八分之一个氯离子，还有六个面每一个面都包进来了二分之一个氯离子，于是计算得Cl−的个数应该为：
{\displaystyle {\frac {1}{8}}\times 8+{\frac {1}{2}}\times 6=4}个
晶體的十二条稜線分别占四分之一个钠离子，还有位于正方体体心有一个完整的钠离子，所以计算得Na+的个数为
{\displaystyle {\frac {1}{4}}\times 12+1=4}个
注：人们所说的“1 mol NaCl”中的“NaCl”中含有1 mol Na+和 1 mol Cl−
计算得两种离子的个数比为{\displaystyle 4:4=1:1}所以，用化学式表示氯化钠的组成应为NaCl。这种方法叫“均摊法”，适用于计算离子晶体各种离子以及各种其他存在公用同一部分的情况的计算。

## 特点
一般地，离子晶体的熔点、沸点都比较高（具体来说，分子晶体<离子晶体<原子晶体），硬度较大。离子晶体如NaCl在熔化状态下会电离出含有的阳离子和阴离子，携带相应的正负电荷，并且可以在水溶液中自由移动。

## 概念交叉
需要提起读者注意的是，不要把离子化合物、离子晶体、含有离子键的物质等同起来。几者的概念有区别，其关系辨析如下：
- 离子晶体一定是离子化合物。
- 离子化合物不一定是离子晶体，需要观察物质的状态。例如：NaCl在气态时的存在形式是分子，这个时候绝对不能称为离子晶体。
- 离子晶体必然含有离子键，但也可以同时含有共价键，常见的案例有铵盐和五氯化磷。例如NH4Cl晶体，NH
4+与Cl−间是离子键，但NH
4+内部的N与H之间是共价键（含配位键）。